# Thomas Heise (Dokumentarfilmer)

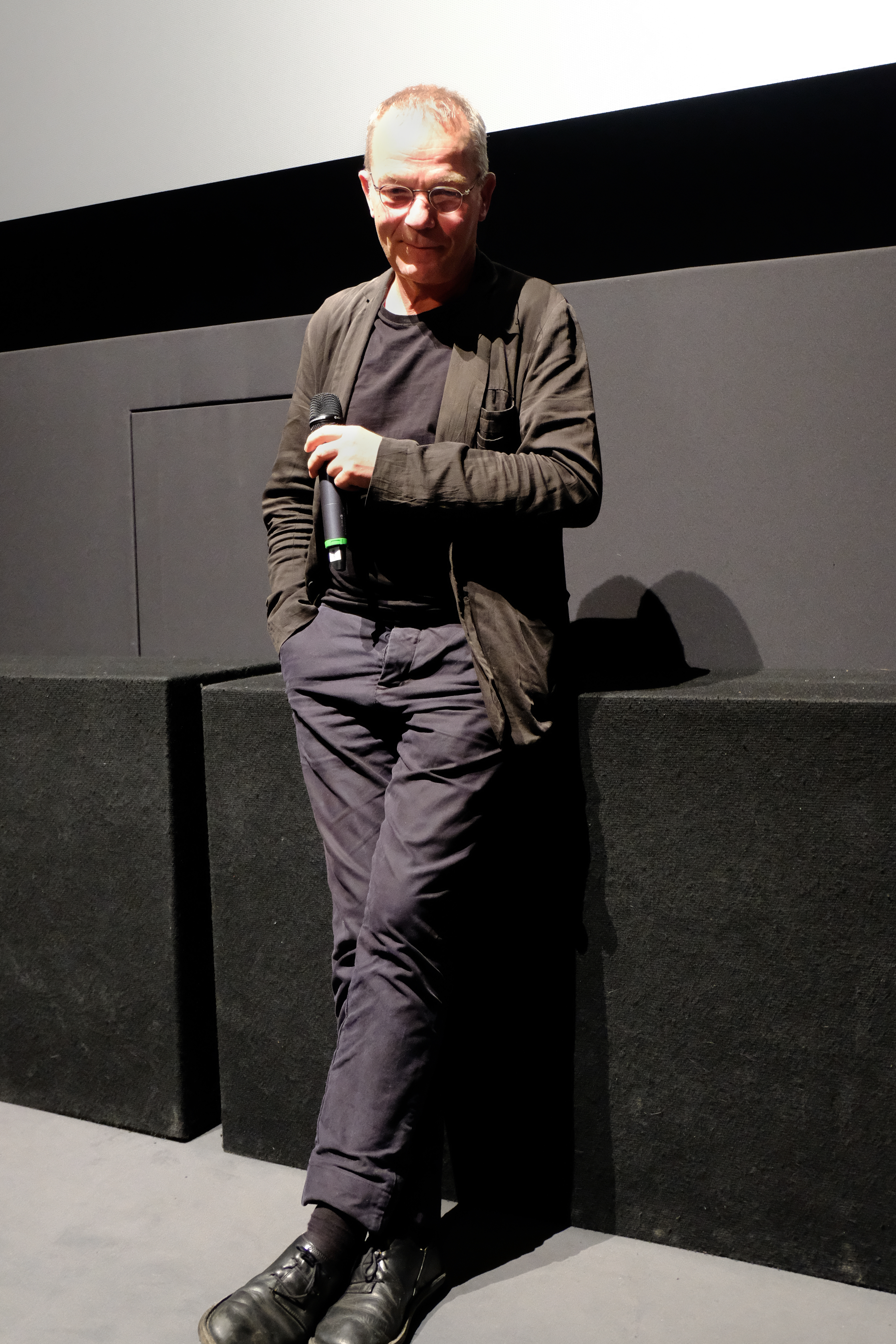
Thomas Heise beim Underdox Filmfestival (2019)

Thomas Heise (* 22. August 1955 in Ost-Berlin; † 29. Mai 2024 in Berlin) war ein deutscher Dokumentarfilmer, Feature-Autor und Theaterregisseur.

## Leben
Heise, Sohn der Germanistin Rosemarie Heise und des Philosophieprofessors Wolfgang Heise, absolvierte von 1971 bis 1973 eine Lehre als Drucker. Nach einjährigem Wehrdienst in der NVA arbeitete er von 1975 bis 1978 als Regieassistent im DEFA-Studio für Spielfilme, unter anderem bei Heiner Carows Bis daß der Tod euch scheidet (1979). Zeitgleich holte er sein Abitur auf der Abendschule nach. 1978 begann er ein Regiestudium an der Hochschule für Film und Fernsehen „Konrad Wolf“, das er 1982 abbrach, um seine künstlerische Freiheit zu wahren. Seine erste Filmübung in dieser Zeit war Imbiß, der 1978 entstand. Seitdem war Heise freiberuflich als Autor und Regisseur tätig. Seine ersten Dokumentarfilme, die während seines Studiums sowie für die Staatliche Filmdokumentation der DDR entstanden waren, wurden allerdings verboten bzw. gelangten nicht zur Aufführung.
1987 bis 1990 war Heise Meisterschüler bei Gerhard Scheumann an der Akademie der Künste der DDR. In dieser Zeit realisierte er für den Rundfunk der DDR das Radio-Feature Widerstand und Anpassung – Überlebensstrategie. Erinnerungen eines Mannes an das Lager Dachau (1987), dem seine Gespräche mit dem Schauspieler Erwin Geschonneck zugrunde lagen. Widerstand und Anpassung zählt zu den bedeutenden Werken im Bereich des O-Ton-Features. Trotz Geschonnecks Fürsprache wurde die fertige Produktion aus politischen Gründen auf Eis gelegt und ins Archiv verbannt. Anfang Dezember 1989, vier Wochen nach dem Fall der Mauer, wurde das Stück vom Berliner Rundfunk urgesendet.
Von 1990 bis 1997 war Heise Mitglied des Berliner Ensembles.
Erst nach der friedlichen Revolution wurde Heise bekannt und legte mehrere streitbare Werke vor, unter anderem 1992 STAU – Jetzt geht’s los über die rechtsradikale Jugendszene in Halle an der Saale. Von 1993 bis 1998 inszenierte er mehrere Stücke am Berliner Ensemble, darunter Bertolt Brechts Der Brotladen (1993) und Joe Fleischhacker (1998), Heiner Müllers Zement (1994) und Der Bau (1996) und Michael Wildenhains Im Schlagschatten des Mondes und Hungrige Herzen (1995). Im Jahr 2002 wurde er von der DEFA-Stiftung mit dem Preis zur Förderung der deutschen Filmkunst geehrt. Sein Film Mein Bruder. We Will Meet Again lief auf der Berlinale 2005.
Am 5. September 2008 drehte er das Segment über den S-Bahnhof Ostkreuz für Volker Heises 24-stündiges Dokumentarfilmprojekt 24h Berlin – Ein Tag im Leben, das genau ein Jahr später auf mehreren Fernsehsendern ausgestrahlt wurde.
2009 wurde Heises Film Material im Forum der Berlinale uraufgeführt. Der Film besteht aus zwölf zwischen 1988 und 2008 in Deutschland aufgenommenen Einzelfilmen, die bis dahin keine Verwendung gefunden hatten. Es sind u. a. Proben zur Inszenierung eines Stücks von Heiner Müller in Ost-Berlin zu sehen, der Demonstrationszug vom 4. November 1989 Unter den Linden und Günter Schabowski, der auf dem Alexanderplatz ausgepfiffen wird. Das Werk wurde anlässlich des Jubiläums des Mauerfalls von der Bundeskulturstiftung gefördert. Was seine Form betrifft, ist Material nicht eindeutig einem Genre zuzuordnen. Der Film wurde mit dem Grand Prix des Internationalen Filmfestivals von Marseille ausgezeichnet.
Heises Film Die Lage über den Besuch von Papst Benedikt XVI. in Deutschland 2011 lief im Forum der Berlinale 2012.
Zwischen dem Wintersemester 2007/08 und dem Sommersemester 2013 war Heise Professor für Film an der Staatlichen Hochschule für Gestaltung Karlsruhe. Ab dem Wintersemester 2013/2014 war er Professor für Kunst und Film an der Akademie der bildenden Künste Wien.
In seinem Dokumentarfilm Heimat ist ein Raum aus Zeit aus dem Jahr 2019 entwirft Heise anhand von Briefen seines Großvaters Wilhelm Heise, seiner Mutter Rosemarie Heise und seines Vaters Wolfgang Heise eine Familiengeschichte über vier Generationen und gleichzeitig eine Geschichte Deutschlands im 20. Jahrhundert. Der von der Kritik einhellig gelobte Film hatte im Februar 2019 Premiere im Forum der Berlinale und wurde im Juni desselben Jahres in Stuttgart mit dem Hauptpreis des Deutschen Dokumentarfilmpreises ausgezeichnet. Im Jahr darauf erhielt der Film auf der Berlinale den Preis der deutschen Filmkritik.
Thomas Heise wurde in die Jury des Berlinale Dokumentarfilmpreises bei den Internationalen Filmfestspielen Berlin 2024 berufen. Er starb Ende Mai 2024 nach kurzer schwerer Krankheit im Alter von 68 Jahren in Berlin.

## Filmografie (Auswahl)
- 1980/1989: Wozu denn über diese Leute einen Film? (HFF Potsdam)
- 1981: Anka und… [abgebrochen]
- 1982: Erfinder 82 (HFF Potsdam)
- 1984: Das Haus / 1984 (Staatliche Filmdokumentation der DDR)
- 1985: Volkspolizei / 1985 (Staatliche Filmdokumentation der DDR)
- 1987: Heiner Müller 1
- 1989: 4. November 1989
- 1990: Imbiß-Spezial
- 1990: Zuchthaus Brandenburg, Dezember 1989
- 1991: Eisenzeit
- 1992: STAU – Jetzt geht’s los
- 1997: Barluschke
- 2000: Neustadt (Stau – Der Stand der Dinge)
- 2000: Meine Kneipe
- 2002: Vaterland
- 2005: Mein Bruder – We’ll Meet Again
- 1999/2006: Im Glück (Neger)
- 2007: Kinder. Wie die Zeit vergeht
- 2009: Material
- 2011: Sonnensystem
- 2012: Die Lage
- 2012: Gegenwart
- 2014: Städtebewohner
- 2019: Heimat ist ein Raum aus Zeit[18]

## Hörspiele und Features
- Vorname Jonas, 1983 produziert für den Rundfunk der DDR, verboten, gesendet im DeutschlandRadio Berlin 1989[19]
- Schweigendes Dorf, Bühnenfassung 1987, gesendet im DeutschlandRadio Berlin 1992[20]
- Widerstand und Anpassung – Überlebensstrategie, ein Gespräch mit dem Schauspieler Erwin Geschonneck, produziert für den Rundfunk der DDR 1987, verboten, gesendet im DeutschlandRadio Berlin 1989[21][22]
- Nachtgespräche, 1988, ausgestrahlt am 8. Januar 1999 im Literaturforum im Brechthaus[23]

## Schriften
- Spuren. Eine Archäologie der realen Existenz, Texte zum Dokumentarfilm, Band 13; Verlag Vorwerk 2010. ISBN 978-3-940384-22-5

## Auszeichnungen (Auswahl)
- 1991: Förderpreis, 34. Internationales Festival für Dokumentar- und Animationsfilm Leipzig, für Eisenzeit
- 1992: Förderpreis, DokumentART Neubrandenburg, für Eisenzeit
- 1992: Bester Dokumentarfilm, Preis der Deutschen Filmkritik Duisburger Filmwoche, für STAU – Jetzt geht’s los
- 1993: 1. Preis des Dänischen Filminstituts, für STAU – Jetzt geht’s los
- 1993: 1. Preis der Niederländischen Fernsehakademie, für STAU – Jetzt geht’s los
- 1995: Kunstpreis der Film- und Medienkunst, Akademie der Künste (Berlin)
- 1997: Silberne Taube, 40. Internationales Festival für Dokumentar- und Animationsfilm Leipzig, für Barluschke
- 2000: Bester Dokumentarfilm, Preis der Deutschen Filmkritik, Saarbrücken, für Neustadt (Stau – Der Stand der Dinge)
- 2002: Preis der DEFA-Stiftung zur Förderung der Deutschen Filmkunst
- 2003: Prix special, Visions du Réel Nyon, für Vaterland
- 2005: Preis des Goethe-Instituts, Duisburger Filmwoche, für Mein Bruder
- 2007: Silberne Taube, 45. Internationales Festival für Dokumentar- und Animationsfilm Leipzig, für Kinder. Wie die Zeit vergeht
- 2009: Grand Prix des Internationalen Wettbewerbs, Festival International du Documentaire de Marseille, für Material
- 2014: DEFA Förderpreis, 61. Internationales Festival für Dokumentar- und Animationsfilm Leipzig, für Städtebewohner
- 2014: Arte Dokumentarfilmpreis, Duisburger Filmwoche, für Städtebewohner[5]
- 2019: Deutscher Dokumentarfilmpreis für Heimat ist ein Raum aus Zeit
- 2019: Caligari-Preis für Heimat ist ein Raum aus Zeit[24]
- 2020: Preis der deutschen Filmkritik für Heimat ist ein Raum aus Zeit